# Vladimír Morávek
Vladimír Morávek (* 9. dubna 1965 Moravský Krumlov) je český divadelní, filmový a televizní režisér, autor mnoha scénářů a úprav dramatických děl. V letech 1996–2005 byl uměleckým šéfem Klicperova divadla v Hradci Králové, poté se stal uměleckým šéfem v brněnském divadle Husa na provázku, jímž byl do konce roku 2017.

## Život

### Dětství
Narodil se v Moravském Krumlově, ale brzy se celá rodina (rodiče a dva sourozenci) přestěhovala do Bruntálu, kde Vladimír vystudoval gymnázium. Jako student byl velmi všestranný. Zúčastňoval se všech možných olympiád (matematických, fyzikálních, chemických) s postupem do krajských kol, ve kterých i vítězil. Kromě toho se v rámci středoškolského studia zabýval výzkumem lišejníků i výzkumem čistoty odpadních vod. O jeho dalším studiu však zřejmě rozhodlo vítězství v okresní literární soutěži a následný zisk druhého místa v krajském kole s básní Mám v očích prach z křídel smrtihlava a návštěva divadelního představení Manon Lescaut. Ve třetím ročníku gymnázia založil ve škole divadelní kroužek a podal si přihlášku na JAMU, kam byl přijat hlavně díky své sečtělosti. Jak Vladimír Morávek později prohlásil, v Bruntále se tehdy nic jiného nedalo dělat než číst. Četl tedy i knížku denně. Jeho maminka totiž pracovala v knihovně.

### Vysokoškolské studium
V roce 1989 vystudoval režii na Janáčkově akademii múzických umění v Brně.

### Osobní život
Vladimír Morávek je rozvedený. S bývalou manželkou, kostýmní výtvarnicí Evou, má syna Alexandra, který hrál v některých Morávkových inscenacích - například ve hře Ze života hmyzu. Vladimír Morávek se rád vrací do Bruntálu, města svého mládí.

### Stručný profesní život
- V letech 1989–1995, ve svém prvním zaměstnání, v Divadle Husa na provázku v Brně, se režijně podílel např. na hrách 1980 čili Jak Lukáš V. a Sagvan T. vařili dort (premiéra 16. 2. 1992) nebo Maryša (premiéra 17. 2. 1995).
- V letech 1995–2005, už jako uznávaný režisér, pracoval pro Klicperovo divadlo v Hradci Králové. Zde se režijně podílel např. na hrách: Král Lear (premiéra 31. 10. 1998), Hamlet (premiéra 25. 3. 2000) nebo na adaptaci Formanova filmu Hoří, má panenko!. (Seznam všech režírovaných her.) Režíroval projekt Čechov Čechům, který se v Anketě Divadelních novin v roce 2003 v kategorii inscenace roku umístil na prvním místě. Pod jeho vedením soubor získal čtyřikrát cenu Alfréda Radoka – Divadlo roku. (Seznam všech realizovaných projektů je uvedený zde.) Jako televizní režisér natočil v produkci České televize 72 dokumentárních filmů a 3 pohádky. Společně s Janem Budařem napsal scénáře k filmům Nuda v Brně (2003) a Hrubeš a Mareš jsou kamarádi do deště (2005), které také sám režíroval. Film Nuda v Brně získal cenu Český lev jako nejlepší film roku 2003 a Vladimír Morávek získal ceny za nejlepší režii a nejlepší scénář. Kromě toho režíroval muzikál Excalibur v Divadle Ta Fantastika (premiéra 3. listopadu 2003).[6]
- Od roku 2005 do konce roku 2017 byl uměleckým šéfem Divadla Husa na provázku. (Seznam všech her, které režíroval v Huse na provázku je uvedený zde, seznam všech v Huse na provázku realizovaných projektů je uvedený zde.)
- 2022 – film Bandité pro Baladu

## Umělecká činnost v Klicperově divadle
Režisér Vladimír Morávek přišel jako host do Klicperova divadla v Hradci Králové v divadelní sezóně 1995/96. Nabídku ředitele divadla Ladislava Zemana na post uměleckého šéfa nejprve režisér Morávek odmítl, ale po úspěchu hry Buldočina aneb Nakopnutá kára tuto funkci přijal a vykonával do roku 2005, kdy ho nahradil Ivo Krobot. Svým příchodem vnesl Morávek do souboru radikální změny, s některými herci se rozloučil, jiné do souboru pozval. Jedna z nejviditelnějších změn byl příchod tehdy ještě prakticky neznámé Pavly Tomicové, která pak účinkovala ve většině Morávkových her (viz níže uvedený seznam inscenací). Lze tvrdit, že právě zde režisér Morávek tuto herečku "objevil". Dále do souboru přišla Chantal Poullain a Ondřej Malý. Nový soubor pak během tří měsíců nastudoval pět inscenací a jejich postupným uvedením režisér Morávek postupně pozvedl Klicperovo divadlo z oblastní úrovně na celostátní. Prvním celostátním úspěchem bylo představení tetralogie Noci antilop 26. 1. 1998 v pražském Divadle v Dlouhé, za které dostal Vladimír Morávek cenu Českého literárního fondu.

### Zinscenované hry
Vladimír Morávek v letech 1995 až 2011 režíroval v královéhradeckém Klicperově divadle buď jako kmenový pracovník divadla (1996–2005) nebo jako host (1995, 2010–2011) v tabulce uvedených 30 divadelních her.
| Název inscenace                                                    | Autor                      | Datum premiéry | Datum derniéry | Počet repríz | Hudba                       | Kostýmy      | Obsazení                                  | Externí odkaz* |
| ------------------------------------------------------------------ | -------------------------- | -------------- | -------------- | ------------ | --------------------------- | ------------ | ----------------------------------------- | -------------- |
| Buldočina aneb Nakopnutá kára                                      | J. A. Pitínský             | 18. 11. 1995   | ?              | 37           | Z. Plachý                   |              | P. Tomicová                               | ViS            |
| Její její pastorkyňa                                               | G. Preissová               | 27. 4. 1996    | 27. 11. 1997   | 28           |                             |              | P. Tomicová O. Malý                       | ViS            |
| Kaie Holvega unesla Sněhová královna                               | H. Ch. Andersen            | 11. 1. 1997    | 6. 6. 1998     | 47           |                             | E. Morávková | P. Tomicová                               | ViS            |
| William Shakespeare & Julie & Romeo & Julie                        | W. Shakespeare             | 22. 3. 1997    | 15. 4. 1999    | 32           |                             | S. Hanáková  | P. Tomicová Chantal Poullain              | ViS            |
| Hrabě Pálfy neboli Peklo a pomsta                                  | H. Krejčí                  | 11. 9. 1997    | ?              | 53           |                             | E. Morávková | P. Tomicová O. Malý                       | ViS            |
| Strakonický dudák aneb Hody divých žen                             | J. K. Tyl                  | 11. 10. 1997   | 10. 6. 1998    | 22           |                             | E. Morávková | P. Tomicová O. Malý                       | ViS            |
| Nezdárný syn čili Hommage a Přemek Podlaha                         | R. Raspová M. Pivovar      | 22. 11. 1997   | 7. 1. 2000     | 29           | Z. Plachý                   | S. Hanáková  | P. Tomicová                               | ViS            |
| Betlém aneb Převeliké klanění sotva narozenému Jezuleti            | J. A. Pitínský             | 6. 12. 1997    | 5. 1. 2002     | 56           |                             | E. Morávková | O. Malý                                   | ViS            |
| Antilopa                                                           | L. Lagronová               | 17. 1. 1998    | ?              | 22           | D. Fikejz                   | S. Hanáková  | P. Tomicová Chantal Poullain              | ViS            |
| Král Lear                                                          | W. Shakespeare             | 31. 10. 1998   | 14. 3. 2001    | 43           | Z. Plachý L. Déczi          | E. Morávková | P. Tomicová S. Babčáková J. Pecha O. Malý | ViS            |
| Třígrošová opera aneb Malý step U zlaté škeble                     | B. Brecht                  | 19. 12. 1998   | 2. 3. 2000     | 29           |                             | E. Morávková | P. Tomicová O. Malý                       | ViS            |
| Švédský stůl                                                       | D. Drábek                  | 23. 2. 1999    | 23. 5. 1999    | ?            |                             | E. Morávková | S. Babčáková                              | ViS            |
| Dvojí proměna, Bramborové divadlo doktora Sakripantiho             | H. Krejčí                  | 21. 5. 1999    | ?              | 16           |                             |              | P. Tomicová                               | ViS            |
| Třetí dějství z Hamleta (První krev)                               | W. Shakespeare             | 15. 9. 1999    | 15. 9. 1999    | 1            |                             | E. Morávková | O. Malý                                   | ViS            |
| Maryša, po pravdě však Mařka čili To máš za to, bestijó!           | A. a V. Mrštíkové          | 16. 10. 1999   | ?              | 40           |                             | S. Hanáková  | P. Tomicová S. Babčáková O. Malý          | ViS            |
| Hamlet                                                             | W. Shakespeare             | 25. 3. 2000    | 14. 1. 2003    | 38           | V. Franz J. Bulis           | E. Morávková | P. Tomicová S. Babčáková O. Malý          | ViS            |
| Divadlo jako mor čili Fanda vs. Herečky – Rijnders vs. Steigerwald | G. Rijnders K. Steigerwald | 20. 10. 2000   | ?              | 5            |                             |              | S. Babčáková                              | ViS            |
| Ze života obludného hmyzu                                          | různí autoři               | 13. 1. 2001    | 12. 12. 2002   | 36           | Z. Plachý J. Budař          | S. Hanáková  | S. Babčáková O. Malý                      | ViS            |
| Tři sestry (Olga, Máša, Irina, Natálie)                            | A. P. Čechov               | 10. 3. 2001    | 19. 10. 2003   | 32           |                             | S. Hanáková  | S. Babčáková                              | ViS            |
| Racek                                                              | A. P. Čechov               | 9. 3. 2002     | 24. 2. 2004    | 23           | Z. Plachý J. Budař J. Bulis | E. Morávková | P. Tomicová                               | ViS            |
| Písek                                                              | A. Goldflam                | 27. 4. 2002    | 29. 5. 2004    | 26           | J. Budař J. Bulis           | S. Hanáková  | O. Malý J. Sklenář                        | ViS            |
| Strýček Solený (Finita la commedia: il Novecento é morto!)         | A. P. Čechov               | 26. 10. 2002   | 19. 10. 2003   | 13           | V. Franz                    | E. Morávková | P. Tomicová                               | ViS            |
| Othello, Cassio a Desdemona                                        | W. Shakespeare             | 31. 5. 2003    | 2. 6. 2005     | 31           | M. Pavlíček                 |              | O. Malý J. Sklenář                        | ViS            |
| Návštěva staré dámy                                                | F. Dürrenmatt              | 5. 3. 2004     | 6. 12. 2005    | 28           | D. Fikejz                   | E. Morávková | P. Tomicová S. Červená J. Sklenář         | ViS            |
| Prodaná nevěsta                                                    | B. Smetana K. Sabina       | 22. 5. 2004    | 4. 6. 2008     | 114          |                             | S. Hanáková  | P. Tomicová J. Sklenář                    | ViS            |
| Hoří, má panenko! (Divadlo Krása)                                  | M. Forman                  | 12. 3. 2005    | ?              | 37           |                             | E. Morávková | O. Malý J. Sklenář                        | ViS            |
| Akvabely                                                           | D. Drábek                  | 30. 4. 2005    | 21. 2. 2008    | 34           | M. Pavlíček                 |              | P. Tomicová O. Malý J. Sklenář            | ViS            |
| Hadrián z Římsů                                                    | V. K. Klicpera             | 29. 5. 2010    | 25. 4. 2012    | 41           |                             | E. Morávková | P. Tomicová O. Malý J. Sklenář            | ViS            |
| Vernisáž (1975) & Pět tet (2010)                                   | Václav Havel               | 13. 6. 2010    | ?              | ?            |                             |              |                                           | ViS            |
| Světáci (Malované děti)                                            | Z. Podskalský V. Blažek    | 19. 2. 2011    | 22. 11. 2012   | 56           |                             | E. Morávková | O. Malý                                   | ViS            |

* ViS ve sloupci Externí odkaz ukazuje na stránky Divadelního ústavu do sekce Virtuální studovna, kde lze zjistit o jednotlivých hrách další zde neuvedené podrobnosti, především herecké obsazení, výpravu, kostýmy, hudbu, dramaturga apod.

#### Hry věnované konkrétnímu výročí
- Třetí dějství z Hamleta (První krev)
- Hadrián z Římsů
- Světáci (Malované děti)

##### Třetí dějství z Hamleta (První krev)
Hra v této úpravě byla uvedena jen jedenkrát jako slavnostní představení 15. září 1999 ku příležitosti 50. let vzniku profesionálního souboru v Klicperově divadle. Celá hra Hamlet má premiéru o půl roku později.

##### Hadrián z Římsů
Inscenací Hadrián z Římsů divadlo vzdalo hold městskému dramatikovi V. K. Klicperovi, po kterém v roce 1885 město pojmenovalo vzniklé divadlo a v době uvedení této hry (rok 2010) tomu uplynulo rovných 125 let.

##### Světáci (Malované děti)
Hra Světáci (Malované děti) je svéráznou tryznou za šedesátá léta pojednávající o naivitě, pýše a dobré a špatné povaze, o touze, o triumfu, bídě a velkém odpuštění. Inscenace je věnována Martě Kubišové bývalé člence hudebního tria Golden Kids.

### Tematizované vícedílné projekty
Režisér a tehdejší umělecký šéf Klicperova divadla Vladimír Morávek zrealizoval během divadelních sezón 1996/97 až 2002/03 v Hradci Králové šest níže uvedených projektů – inscenace se společným tématem hrané buď samostatně nebo v několikahodinových cyklech. Tato představení se hrála v Klicperově divadle, ale i na jiných jevištích, na různých festivalech v České republice i v zahraničí, především na Slovensku.
- Noci antilop
- Bůh ochraňuj Williama Shakespeara!
- Velká tavba
- Čechov Čechům
- Jiný kafe
- Mefisto se dívá

#### Noci antilop
Projekt Noci antilop je cyklus čtyř her zinscenovaných uměleckým šéfem a režisérem Morávkem v Klicperově divadle v divadelní sezóně 1997/98. Jedná se o hry:
- Hrabě Pálfy neboli Peklo a pomsta
- Nezdárný syn čili Hommage a Přemek Podlaha
- Betlém aneb Převeliké klanění sotva narozenému Jezuleti
- Antilopa

Hry, úspěšné i při samostatném provedení, které na první pohled působí nesourodě, volně spojuje téma vztahu rodičů a jejich potomků. Zhruba čtyřhodinový cyklus všech čtyř her byl poprvé uveden 26. 1. 1998 v pražském Divadle v Dlouhé byl oceněný Českým literárním fondem. O tetralogii Morávek řekl: První dvě hry jsou jakýmsi kladením otázek, druhé dvě jsou odpověďmi na ně. Česká televize v roce 1998 vyrobila a odvysílala 146. minutový záznam her Hrabě Pálfy a Nezdárný syn. Inscenace Nezdárný syn byla uváděna na Slovensku v rámci festivalu Divadelná Nitra '99 a poté i na festivalu České divadlo '99 v bratislavském Štúdiu S.

#### Bůh ochraňuj Williama Shakespeara!
Vladimír Morávek se již na počátku svého působení v Klicperově divadle rozhodl, že zde postupem let uvede pod souhrnným názvem Bůh ochraňuj Williama Shakespeara! všechny hratelné inscenace tohoto dramatika a do roku 2003 zrežíroval tyto hry:
- Romeo & Julie
- Král Lear
- Hamlet
- Othello, Cassio a Desdemona

V Romeovi (plnoštíhlou Julii v puntíkových šatech ke kolenům hraje P. Tomicová) se Morávek snažil být aktuální, v Králi Learovi se více držel originálu. Zde v roli Šaška Lubor Novotný poněkud zastiňoval hlavní postavu Krále Leara alternovanou Davidem Suchařípou a Jiřím Pechou. K dramatu Hamlet si Morávek nechal složit původní hudbu skladatelem, hudebníkem a člověkem mnoha profesí Vladimírem Franzem. Inscenace pak získala Cenu Alfréda Radoka za původní hudbu a byla hodnocena velmi kladně: Šlo o úctyhodnou interpretaci, odvážnou propojením krajního patosu s ordinérní groteskou, svědčící o kvalitách hradeckého souboru. Poslední z jmenovaných her Othello, temná tragédie o běsech deptajících člověka, byla založena na kontrastu bílé a černé barvy. Hudbu k ní složil Michal Pavlíček. Uvedené hry byly uváděny i mimo Hradec Králové.
Po odchodu Morávka z divadla v Shakespearově cyklu pokračují jeho nástupci. 4. října 2008 se konala premiéra hry Periklés, již šestnáctého titulu cyklu Bůh ochraňuj Williama Shakespeara! a jako první premiéru sezóny 2012/13 zvolilo divadlo hru Richard III., osmnáctý titul cyklu, který režíroval David Drábek.

#### Velká tavba
Velká tavba byl dlouhodobý projekt vytvořený tehdejším uměleckým šéfem Klicperova divadla V. Morávkem, který lze charakterizovat návratem k někdejším zdařilým inscenacím tohoto souboru nejen z počátku osmdesátých let (příkladem je hra Maryša), ale i revizí úspěšných her posledních padesáti let. Příkladem je Lesní panna aneb Cesta do Ameriky, inscenace režiséra Milana Páska z roku 1958, která poprvé v historii hradeckého divadla překročila stovku repríz. Nové nastudování této hry (premiéra 17. května 2003) zrežíroval Arnošt Goldflam. Další inscenací patřící do Velké tavby byla hra Písek autora A. Goldflama, kterou zrežíroval V. Morávek.

##### Maryša
Jednalo se o třetí Morávkovo režijní zpracování tohoto tématu. Režisér Vladimír Morávek již před tím nastudoval Maryšu v Divadle Husa na provázku a poté v Divadle Na zábradlí. V Klicperově divadle se pod názvem Maryša – popravdě však Mařka aneb To máš za to, bestijó! hrál zcela původní text, který Morávek poskládal z prvních rukopisných črt bratří Mrštíků. V samotném názvu hry zaujmou dvě slova:
- Mařka – Vávra si vybral svou nevěstu podle Panny Marie, Panna Maria – Mařka – Maryša
- bestie – tragédie ženy uprostřed mužského světa, k bestii Vávrovi se v průběhu hry připojily bestie další a nakonec i sama Maryša se stala zabijáckou bestií

V režijní koncepci Morávka měla prim mocná a silná iluze, která se obratně vyhýbala předstírání reality, překvapila a šokovala, bavila a děsila – vše dohromady. Výraznou složku inscenace tvořila hudba Pavla Sýkory s použitím motivů z díla Jiřího Bulise.

##### Písek
Hra Písek byla poprvé uvedena jejím autorem a režisérem A. Goldflamem v roce 1988 v brněnském HaDivadle. Některé odkazy k dobovým reáliím ve hře obsažené zřejmě nebyly pochopeny tehdejším divákem i když tyto nejasnosti mohly fungovat jako ozvláštňující ozdůbky dobového koloritu, které režisér královéhradeckého nastudování Morávek ještě akcentoval a rozvíjel. Inscenace pojednávala o životě Ríši, o jeho tužbách, očekávání, ale i o vzpomínkách, o jeho předcích i potomcích. Hra byla o životě, který utíkal, tak jako se písek sypal mezi prsty, písek – symbol neustálé přeměny, neuchopitelnosti a nestálosti. Premiéra se konala v rámci cyklu Velká tavba v Klicperově divadle 27. dubna 2002 a hra dosáhla 26 repríz.

#### Čechov Čechům
Projekt Čechov Čechům byl cyklus tří inscenací dramatika A. P. Čechova
- Tři sestry
- Racek
- Strýček Solený (tj. Strýček Váňa s vloženým druhým jednáním Višňového sadu)[40]

samostatně uváděných v královéhradeckém Klicperově divadle v letech 2001 až 2004 nebo společně jako téměř devítihodinové představení na festivalu Divadlo evropských regionů v červnu 2003 a o čtyři měsíce později v říjnu 2003 na festivalu Příští vlna/Next Wave v Praze ve Švandově divadle na Smíchově. V rámci představení se konal před divadlem ples čechovovských postav a podával boršč a ruský čaj. Všechny tři hry upravil a režíroval Vladimír Morávek, na kostýmech se podílela jeho žena Eva, na hudbě Vladimír Franz a z herců Klicperova divadla účinkovali např. Pavla Tomicová, Jan Mazák a Filip Rajmont. Morávek pracoval takřka čtyři roky na tomto projektu, který na jedné straně získává přívlastky jako bombastický a fenomenální, na druhé byl zatracován a na režisérovi nezůstala kvůli jeho zásahům a režijní koncepci nitka suchá. Počátkem roku 2004 se však cyklus stal vítězem prestižní ankety Divadelních novin o nejlepší inscenaci roku, v které hlasovalo 122 divadelních a kulturních publicistů.

#### Jiný kafe
Pod projektem Jiný kafe byly v Klicperově divadle v Hradci Králové představována různá díla moderní literatury a to především formou scénického čtení. Jsou to například inscenace režírované Vladimírem Morávkem:
- Divadlo jako mor čili Fanda vs. Herečky
- Švédský stůl

ale i jinými režiséry:
- Paris (režie: Jiří Jelínek)[45]

V projektu Jiný kafe divadlo pokračovalo i po odchodu Vladimíra Morávka v roce 2005:
- V mé paměti – scénické čtení z memoárů[46] kontroverzní německé filmařky Leni Riefenstahlové[47] v divadelní sezóně 2007/2008.

#### Mefisto se dívá
Posledním zde uvedeným projektem tehdejšího uměleckého šéfa královéhradeckého Klicperova divadla Vladimíra Morávka byla "Ďábelská série" čtyř her nazvaná Mefisto se dívá:
| Název inscenace          | Autor                                              | Režie          | Datum premiéry | Datum derniéry | Počet repríz | Hudba                     | Obsazení         | Externí odkaz * |
| ------------------------ | -------------------------------------------------- | -------------- | -------------- | -------------- | ------------ | ------------------------- | ---------------- | --------------- |
| Mistr a Markétka         | Michail Bulgakov                                   | Sergej Fedotov | 17. 10. 1998   | 16. 5. 2000    | 35           | V. Franz                  | Chantal Poullain | ViS             |
| Pokoušení                | Václav Havel                                       | Andrej Krob    | 18. 12. 1999   | 19. 6. 2001    | 27           | Milan Hlavsa Milan Vozáry | S. Babčáková     | ViS             |
| Faust                    | J. W. Goethe                                       | Ivan Rajmont   | 26. 5. 2001    | 18. 2. 2003    | 24           | Pavel Horák               | S. Babčáková     | ViS             |
| Špatně placená procházka | J. Suchý J. Šlitr V. Morávek F. Havlík Pavel Horák | Radek Balaš    | 12. 1. 2002    | 11. 2. 2004    | 60           | Pavel Horák               | O. Malý          | ViS             |

* ViS ve sloupci Externí odkaz ukazuje na stránky Divadelního ústavu do sekce Virtuální studovna, kde lze zjistit o jednotlivých hrách další zde neuvedené podrobnosti, především herecké obsazení, výpravu, kostýmy, hudbu, dramaturga apod.
Cyklus Mefisto se dívá byla podobenstvím posedlosti po zodpovězení otázek života a rozluštění záhad tohoto světa, touhou po poznání, puzení k moci a paktování se zlem.

### Získaná ocenění
Pod vedením uměleckého šéfa a režiséra V. Morávka získal soubor Klicperova divadla tato ocenění:
- Cenu Alfréda Radoka:
  - v kategorii Divadlo roku (v letech 1998, 1999, 2001, 2003, tedy celkem čtyřikrát)[50]
  - Pavla Tomicová za ženský herecký výkon v inscenaci Maryša v roce 1999[51]
  - Pavel Sýkora (a Jiří Bulis) za hudbu k inscenaci Maryša v roce 1999[51]
  - Vladimír Franz za hudbu k inscenaci Hamlet v roce 2000[52]
  - David Drábek v dramatické soutěži za text Akvabely v roce 2003[53]
- Nadace Český literární fond udělila 24. 6. 1999 V. Morávkovi Cenu v oblasti dramatického umění za rok 1998 za projekt Noci antilop[54]
- Cenu Sazky a Divadelních novin[55] za sezónu 2000/2001 v kategorii Alternativní divadlo za režii inscenace Divadlo jako mor v provedení souborů Klicperova divadla Hradec Králové a Městského divadla Karlovy Vary
- Cenu Sazky a Divadelních novin za sezónu 2002/2003 v kategorii Činohra za projekt Čechov Čechům uvedený v Klicperově divadle

## Umělecká činnost v Divadle Husa na provázku
V roce 2005 Vladimír Morávek ukončil svoji funkci uměleckého šéfa v Klicperově divadle v Hradci Králové a stal se uměleckým šéfem v brněnském Divadle Husa na provázku, kde kromě jiného pokračoval v tradici tematických vícedílných projektů realizovaných v předchozích deseti letech v Klicperově divadle. Prvním takovým cyklem započatým již v roce 2003 byl projekt Sto roků kobry. Na konci roku 2017 však po protestu části hereckého ansámblu ve své funkci skončil.
Nicméně i po jeho odchodu z pozice uměleckého šéfa některé jeho hry v reportoáru divadla zůstaly, konkrétně: Ubu králem: Svoboda!, Na protest: Pokoj lidem dobré vůně, Ze života hmyzu - Oh! Jaká podívaná!, Lásky jedné plavovlásky - Plavovlásky jedné lásky, Kníže Myškin je idiot: Vzkříšení, Amadeus (tj. Milovaný Bohem).

### Zinscenované hry
Vladimír Morávek od roku 2003 do současnosti zrežíroval v Divadle Husa na provázku více než dvacet inscenací:
| Název inscenace                                                       | Autor                                                  | Dramatizace                      | Úprava            | Premiéra                                  | Derniéra            | Hudba                | Obsazení                                                       | Projekt                                | Externí odkaz* |
| --------------------------------------------------------------------- | ------------------------------------------------------ | -------------------------------- | ----------------- | ----------------------------------------- | ------------------- | -------------------- | -------------------------------------------------------------- | -------------------------------------- | -------------- |
| Raskolnikov – jeho zločin a jeho trest                                | F. M. Dostojevskij                                     | Luboš Balák                      | René von Ludowitz | 19. 12. 2003                              | 3. 5. 2009          | Petr Hromádka        |                                                                | Sto roků kobry                         | ViS            |
| Kníže Myškin je idiot                                                 | F. M. Dostojevskij                                     | J. Kovalčuk                      | René von Ludowitz | 12. 1. 2004 (obnovená pr.: 8. 9. 2017)    |                     | Petr Hromádka        | P. Liška L. Bílá                                               | Sto roků kobry                         | ViS            |
| Běsi – Stavrogin je ďábel                                             | F. M. Dostojevskij                                     | Petr Oslzlý René von Ludowitz    |                   | 23. 10. 2004                              | 10. 5. 2008         | Petr Hromádka        | J. Budař                                                       | Sto roků kobry                         | ViS            |
| Balada pro banditu                                                    | libreto: Milan Uhde                                    |                                  |                   | 17. 11. 2005                              | 6. 10. 2017         | Miloš Štědroň        | Jan Zadražil Eva Vrbková                                       |                                        | ViS            |
| Bratři Karamazovi: Vzkříšení                                          | F. M. Dostojevskij                                     | Peter Scherhaufer J. A. Pitínský | René von Ludowitz | 10. 2. 2006                               | 9. 5. 2008          | Petr Hromádka        | L. Vondráčková J. Budař                                        | Sto roků kobry                         | ViS            |
| Betlém aneb Převeliké klanění sotva narozenému Jezulátku              | J. A. Pitínský                                         | J. A. Pitínský                   |                   | 15. 12. 2006 (obnovená pr.: 14. 12. 2012) | 17. 12. 2017        | Karel Albrecht       | Eva Vrbková Ivana Hloužková J. Vyorálek                        |                                        | Vis            |
| Lásky jedné plavovlásky - Plavovlásky jedné lásky                     | scénář: M. Forman J. Papoušek I. Passer                |                                  | V. Morávek        | 16. 11. 2007 (obnovená pr.: 10. 6. 2012)  |                     | Martin Štědroň       | Anežka Kubátová Robert Mikluš Jan Kolařík Tereza Marečková     | Perverze v Čechách                     | ViS            |
| Cirkus Havel aneb My všichni jsme Láďa                                | Václav Havel scénář: Vladimír Morávek Petr Oslzlý      |                                  | V. Morávek        | 7. 11. 2008                               | 12. 5. 2011         | Daniel Fikejz        | Andrea Buršová Jiří Hajdyla Vladimír Hauser Meteor z Prahy     | Perverze v Čechách                     | ViS            |
| České moře                                                            | David Drábek scénář: René von Ludowitz                 |                                  |                   | 7. 11. 2009                               |                     |                      | Petr Jeništa Milan Holenda                                     | Perverze v Čechách                     | ViS            |
| Prase                                                                 | V. Havel                                               | V. Havel                         | René von Ludowitz | 20. 3. 2010                               | ?                   |                      |                                                                |                                        | ViS            |
| Pižďuchové aneb Neumím psát pro děti (Cirkus Havel rozpřahuje křídla) | V. Havel                                               | V. Havel René von Ludowitz       |                   | 4. 7. 2010                                | ?                   |                      |                                                                |                                        | ViS            |
| Leoš aneb Tvá nejvěrnější                                             | libreto: Milan Uhde                                    |                                  | V. Morávek        | 11. 11. 2011                              |                     | Miloš Štědroň        | Martin Havelka Martin Donutil                                  |                                        | ViS            |
| Ze života hmyzu – Oh! Jaká podívaná!                                  | Bratři Čapkové                                         | Bratři Čapkové                   | V. Morávek        | 12. 4. 2013                               | ?                   | Jiří Hájek R. Krajčo |                                                                | Čapek (Čapkové) na provázku            | ViS            |
| Amadeus (tj. Milovaný Bohem)                                          | dramatik: Peter Shaffer                                |                                  | V. Morávek        | 14. 3. 2014                               |                     | Petr Hromádka        | Miroslav Donutil Martin Donutil                                | Géniové a podvodníci                   | ViS            |
| Moc Art aneb Amadeus v Brně                                           | libreto: Milan Uhde                                    |                                  |                   | 17. 4. 2014                               | 16. 5. 2016         | Miloš Štědroň        | Martin Donutil Tereza Marečková                                | Géniové a podvodníci                   | ViS            |
| Bubiland aneb Kabaret u politické mrtvoly                             |                                                        |                                  |                   | 30. 10. 2014                              | 19. 3. 2016         |                      |                                                                | Smějící se bestie                      | ViS            |
| Dvojí proměna aneb Kuřátko a obilí                                    | autorská spolupráce: H. Krejčí, V. Morávek, R. Matzner |                                  |                   | 7. 5. 2015                                | 18. 4. 2016 (Praha) | David Smečka         |                                                                | Smějící se bestie                      | ViS            |
| Směšná interpretace (Hommage à Milan Kundera)                         | Milan Kundera                                          |                                  | René Lomnice      | 18. 11. 2015                              |                     |                      |                                                                | Smějící se bestie                      | ViS            |
| Včera jsme to spustili                                                | skladatel: D. Smečka libreto: V. Morávek               |                                  |                   | 7. 10. 2016                               |                     |                      | Tereza Marečková Monika Maláčová Ondřej Kokorský Simona Zmrzlá | O naší současné krizi a Jak z toho ven | ViS            |
| Tango Macabre                                                         | Slawomir Mrožek                                        |                                  | René Lomnice      | 2. 12. 2016                               |                     |                      | Jiří Pecha Jan Kolařík Vladimír Hauser Ivana Hloužková         | O naší současné krizi a Jak z toho ven | ViS            |
| Ubu králem: Svoboda!                                                  | Alfred Jarry                                           |                                  | Vladimír Morávek  | 24. 2. 2017                               |                     |                      | Miroslav Donutil Ivana Hloužková Martin Donutil Dominik Teleky | O naší současné krizi a Jak z toho ven | ViS            |
| Na protest: Pokoj lidem dobré vůně aneb Komedie navzdory osudu no. II | předloha: M. Bulgakov                                  | V. Morávek R. Matzner            |                   | 17. 11. 2017                              |                     | David Smečka         |                                                                |                                        | ViS            |

* ViS odkazuje na stránky Divadelního ústavu do sekce Virtuální studovna. Zde jsou uvedené další podrobnosti, především herecké obsazení, výprava, kostýmy, dramaturg apod.

### Tematizované vícedílné projekty
Režisér a umělecký šéf brněnského Divadla Husa na provázku Vladimír Morávek zrealizoval během svého působení v tomto divadle čtyři níže uvedené projekty – soubor inscenací se společným tématem hraných buď samostatně nebo v několikahodinových cyklech.
- Sto roků kobry
- Perverze v Čechách
- Čapek (Čapkové) na provázku
- Smějící se bestie

#### Sto roků kobry
Sto roků kobry byl cyklus čtyř níže uvedených her zdramatizovaných režisérem a uměleckým šéfem brněnského Divadla Husa na provázku Vladimírem Morávkem:
- Raskolnikov – jeho zločin a jeho trest
- Kníže Myškin je idiot
- Běsi – Stavrogin je ďábel
- Bratři Karamazovi: Vzkříšení

Jedná se o upravené romány ruského spisovatele F. M. Dostojevského:
- Zločin a trest
- Idiot
- Běsi
- Bratři Karamazovi

Projekt dostal název Sto roků kobry, protože kobra podle Morávka evokuje svět Dostojevského: „Svět nápadně plný jedů, viny a umanutého drápání zevnitř tmy směrem ke světlu a k očištění… A ona číslovka v názvu je samozřejmě také metafora, zároveň století, zároveň věčnost. Dostojevskij v jednom svém dopise napsal, že lichá století jsou od ďábla, sudá od Boha.“

##### 2003–2006
Hry byly zinscenované během let 2003 až 2006 a jejich společným tématem byl "život bez Boha". V letech 2003 a 2004 byly hry uváděny samostatně. Poté na počátku nové divadelní sezóny 2005/2006 byly první tři hry tetralogie uvedeny v jednom dni na festivalu Divadlo v pohybu, který byl uspořádán jako slavnost k otevření divadla s novým uměleckým vedením (Luboše Baláka vystřídal Vladimír Morávek). O rok později 14. října 2006 byly uvedeny všechny čtyři hry na festivalu Idioti na provázku pod názvem Svlékání z kůže aneb Bestiář podle Dostojevského jako jedenáctihodinové představení (tzv. divadelní, jevištní či scénická freska) skládající se z devíti dílů, sedmi přestávek, jednoho oběda, jedné večeře, třech intermezz (zazpívala Simona Peková, na klavír hrál Jan Budař) a závěrečným tancem nad ránem (jako diskžokej se představil Jiří Kniha). Mimo Brno byl tento jedenáctihodinový program uveden premiérově 28. října 2006 v Praze v Divadle Archa.

##### 2007
Aby soubor splnil své předsevzetí Svlékání z kůže, že se jednou za sto dní "svlékl z kůže" a předvedl reprízu jedenáctihodinového Bestiáře, byl projekt v roce 2007 uváděn čtyřikrát: dvakrát v Huse na Provázku, jednou v Divadle Archa a jednou 1. prosince v multifunkčním prostoru Bazilika v Českých Budějovicích. Dále jako závěr projektu Sto roků kobry divadlo pořádalo diskusní večery tzv. Kabinety F. M. Dostojevského, kam byly zvány různé osobnosti debatující o bohu, víře i beznaději v Čechách: 1. února byli pozváni Jaroslav Šabata a Milan Uhde, 5. března Karol Sidon a Tomáš Halík. O měsíc později uvedl J. A. Pitínský jako epilog projektu hru Evangelium sv. Lukáše (Na rovinu), která měla premiéru 19. dubna. Poté ještě soubor uskutečnil v květnu s prvními dvěma inscenacemi projektu Sto roků kobry (Raskolnikov – jeho zločin a jeho trest, Kníže Myškin je idiot) zájezd do Paříže, kde se obou představení zúčastnilo více než 500 diváků. Jako prolog k projektu připravil Vladimír Morávek s francouzským souborem divadla L'Apostrofe jevištní adaptaci novely Dostojevského Něžná v hlavní roli s Lucií Vondráčkovou.

##### 2008
Na festivalu Divadla v pohybu VIII. se kromě jiného konaly i slavnostní derniéry her z projektu Sto roků kobry. Předposlední den festivalu se naposledy odehrálo jedenáctihodinové Svlékání z kůže, které natočila Česká televize pod názvem Jak se kobra svlékla z kůže a premiérově tento dokument vysílala 8. června. Na závěr festivalu se konal též poslední diskusní večer Kabinet Dostojevský za účasti autorů a režisérů, kterým Dostojevský vstoupil do života. V květnu následovaly derniéry her Běsi – Stavrogin je ďábel a Bratři Karamazovi: Vzkříšení. Druhou zmíněnou hru opět natáčela Česká televize a záznam premiérově odvysílala 1. listopadu.

##### 2015
8. dubna v den Morávkových 50. narozenin uvedlo Divadlo Husa na provázku druhý díl tetralogie Kníže Myškin je idiot. Po představení byli všichni diváci pozváni na oslavu..

##### 2017
8. září se konala obnovená premiéra inscenace Kníže Myškin je idiot.

##### Ocenění
Projekt získal v letech 2003 a 2004 kromě jiných ocenění několik nominací na Cenu Alfréda Radoka, z kterých nakonec proměnil jednu ve vítězství a to v roce 2004 Cenu za hudbu.

#### Perverze v Čechách
Perverze v Čechách byl cyklus třech inscenací zdramatizovaných režisérem a tehdejším uměleckým šéfem brněnského Divadla Husa na provázku Vladimírem Morávkem:
- Lásky jedné plavovlásky - Plavovlásky jedné lásky
- Cirkus Havel aneb My všichni jsme Láďa
- České moře

##### Lásky jedné plavovlásky - Plavovlásky jedné lásky
Příprava inscenace Lásky jedné plavovlásky - Plavovlásky jedné lásky trvala dva roky. Nejdříve musel režisér Morávek získat Formanův souhlas, potom udělal konkurz na blondýnky a konečně bezmála tři měsíce zkoušel. Na rozdíl od filmu Lásky jedné plavovlásky, který se odehrával v roce 1965, děj této hry probíhal o tři roky později. Ve hře se objevili historické postavy Alexandr Dubček, Leonid Brežněv, vůdčí postava pražského jara 1968 Eduard Goldstücker a mladá zpěvačka Pavlína Filipovská. V programu divadla
bylo uvedeno: Příběh Lásek jedné plavovlásky není jen anekdotou o dívce, která víc věřila, než myslela, anýbrž hlavně a především podobenstvím, geniální metaforou o třeštivém a třpytivém a legračním fenoménu šedesátých let.

##### Cirkus Havel aneb My všichni jsme Láďa
Cirkus Havel aneb My všichni jsme Láďa je scénická montáž z osmnácti dramatických i jiných textů Václava Havla. Režisér Morávek se o inscenaci vyjádřil: „Václav Havel je známý tím, že si pečlivě trvá na každém slově svých her. Nám ale díky přátelství a dlouholetému úzkému kontaktu udělil exkluzivní souhlas k vytvoření scénické koláže a dovolil nám svobodně pracovat. Bereme to jako velký projev důvěry, protože jsme prvním divadlem, kterému se takového privilegia dostalo.“ Inscenaci, která mapovala Havlovu čtyřicetiletou autorskou tvorbu, Morávek se souborem chystal dva roky, poslední půlrok navíc i za asistence Václava Havla. Havel byl vlastně spoluautorem představení, přicházel s novými nápady, napsal speciální finále. I název Cirkus Havel byl jeho nápad, původně se uvažovalo o titulu Kabaret Havel. Havel hru vnímal jako svědectví o našich novodobých dějinách. Důležitou složkou inscenace je hudba Daniela Fikejze složená z dobových šlágrů od sedmdesátých do devadesátých let a interpretovaných skupinou Meteor z Prahy. Speciálně pro inscenaci Marta Kubišová nazpívala píseň Postupujícímu šeru navzdory, jejíž text pro ni napsal Václav Havel už v září 1968. Režisér Morávek uvedl, že ho tato píseň obzvláště potěšila, protože ji Kubišová nazpívala bez nároku na honorář, jen jako pozdrav Huse na provázku.

##### České moře
Inscenace České moře je třetí a závěrečná část projektu Perverze v Čechách sestavená z různých částí jedenácti her Davida Drábka. Režie se ujal Vladimír Morávek a před premiérou řekl: „Že Česko nemá moře? Divadlo Husa na provázku ho má! V létě jsme přivezli čtyři sta litrů mořské vody.“ A dále vysvětlil: „Perverze v Čechách měla vyvrcholit adaptací některé hry Milana Kundery, ale zatím jsme od něj nedostali svolení. Proto jsme chtěli zinscenovat jiný text o naději, o tom, jak se probojovat ke světlu v době, kdy už zase svítí hlavně Karel Gott.“ Nakonec z her Davida Drábka Morávek společně s Josefem Kovalčukem v roli dramaturga poskládali snový příběh nazvaný podle druhé části Drábkovy nedávno uvedené hry Náměstí bratří Mašínů. Českou hymnu pro představení nazpívala Eva Urbanová, na premiéru přijela i Marta Kubišová a v představení zazpívala tři písně.

##### Jednotlivá a souborná uvedení

###### 2007
- 16. listopadu 2007 se konala v Divadle Husa na provázku premiéra první části Perverze v Čechách Lásky jedné plavovlásky - Plavovlásky jedné lásky.

###### 2008
- 7. listopadu 2008 se konala v Divadle Husa na provázku premiéra druhé části Perverze v Čechách Cirkus Havel aneb My všichni jsme Láďa.

###### 2009
- 5. dubna 2009 uvedl soubor Divadlo Husa na provázku na jevišti Divadla Archa v pražské premiéře první dvě části projektu Perverze v Čechách. V 15 hodin byla uvedena inscenace Lásky jedné plavovlásky, na kterou od 20 hodin navázala hra Cirkus Havel aneb My všichni jsme Láďa. Součástí brněnského hostování v Divadle Archa byla i další část cyklu debat o české identitě - Kabinet Havel: Úsvit v Čechách. Hostoval Ivan M. Havel.[77]
- 23. června 2009 se konal v Hradci Králové 15. ročník mezinárodního festivalu Divadlo evropských regionů. Hradecký deník k festivalu uvedl: „Speciální kapitolou mezi věrnými účastníky festivalu je vynikající divadelní a filmový režisér Vladimír Morávek. Klicperovo divadlo je jeho srdeční záležitostí a on srdeční záležitostí početného hradeckého publika.“ Morávek se festivalu zúčastnil se souborem Divadla Husa na provázku s inscenací Lásky jedné plavovlásky - Plavovlásky jedné lásky.[78]
- 7. listopadu 2009 se konala v Divadle Husa na provázku premiéra závěrečné třetí části Perverze v Čechách České moře.
- 17. listopadu 2009 Divadlo Husa na provázku uvádí poprvé všechny části trilogie Perverze v Čechách jako dvanáctihodinové představení.[79]

###### 2010
- 28. června 2010 soubor Divadla Husa na provázku uvedl všechny tři inscenace projektu Perverze v Čechách v Klicperově divadle v Hradci Králové v rámci 16. ročníku mezinárodního festivalu Divadlo evropských regionů s podtitulem Forman s Havlem u moře aneb Jsou dny, kdy svítá o něco dřív.[80]
- 17. listopadu 2010 byla dvanáctihodinová trilogie Perverze v Čechách aneb Forman s Havlem u moře bude uvedena v pražském Divadle Archa.[81]

###### 2011
- 5. března 2011 se konala v Divadle Husa na provázku slavnostní dvanáctihodinová derniéra projektu Perverze v Čechách. Představení začalo v pravé poledne a skončilo o půlnoci. Soubor k představení uvedl: „Oběd, večeře i lékařský dozor jsou zajištěny.“[82]
- 12. května 2011 se v Divadle Husa na provázku uskutečnila derniéra Cirkusu Havel.[83]

###### 2012
- 10. června 2012 Divadlo Husa na provázku předvedlo obnovenou premiéru inscenace Lásky jedné plavovlásky – Plavovlásky jedné lásky. V roli Aničky vystřídala Annu Duchaňovou Tereza Marečková, Jakuba Šmída Milan Holenda a Jiřího Jelínka a Ondřeje Jiráčka Martin Donutil.[84]
- v červenci 2012 soubor Divadla Husa na provázku odehrál ve Francii na souběžných festivalech v Avignonu a v nedalekém Villeneuve desetkrát mezinárodní verzi představení Cirkus Havel. Letos na těchto festivalech vystoupila celkem tisícovka souborů z celého světa. Divadlo Husa na provázku tam reprezentovalo českou kulturu jako jediné a opakovaně zažilo dlouhý potlesk i ovace ve stoje. Pro tento francouzský zájezd vznikla verze Cirkusu Havel v česko-francouzském znění a s výraznějším podílem artistických čísel. Při týdenním zkoušení režisér Vladimír Morávek přijal do souboru také jedenáct francouzských studentů herectví z Lyonu. Představení se odehrávalo v cirkusovém šapitó. „Plnili jsme tím přání Václava Havla, který si přál, aby se Cirkus Havel hrál v cirkusovém stanu,“ uvedl Morávek. Premiéry se 15. července zúčastnila také Dagmar Havlová, skupina Plastic People of the Universe a delegace filmu Odcházení. K Havlově poctě připravili francouzští pořadatelé celodenní program s debatami, projekcemi, výstavami a koncerty. Četly se Havlovy hry, mluvilo se o Chartě 77 i Havlově politickém angažmá.[85]

###### 2014
- 23. a 24. února 2014 pražské Divadlo Archa přivítalo na své scéně pravidelného hosta Divadlo Husa na provázku s inscenací Lásky jedné plavovlásky - plavovlásky jedné lásky.[86]

###### 2016
- 29. a 30. června 2016 soubor Divadla Husa na provázku odehrál inscenaci Lásky jedné plavovlásky - plavovlásky jedné lásky v Brně na letní scéně hradu Špilberk. Příchozí diváci se stali účastníky děje - plesu. Po představení následoval koncert skupiny Stones Beatles.[87]

###### 2017
- 20. července 2017 předvedlo Divadlo Husa na provázku v rámci festivalu Colours of Ostrava v průmyslovém areálu národní kulturní památky Dolní oblast Vítkovice v multifunkčním centru Gong inscenaci Lásky jedné plavovlásky – Plavovlásky jedné lásky. Diváci se stali přímými aktéry děje, účastníky plesu, na kterém hraje skupina DiaBeatles (David Janík, Milan Holenda, Vít Kraváček a Jakub Vašica). Inscenace byla věnována panu Miloši Formanovi, který - když ji viděl, řekl: „Jsem fascinovaný! Vůbec se to nepodobá tomu mému filmu a přece je to on... Jak se prosím jmenuje ta dívka, co hrála Andulu?!“[88]
- 1. září 2017 ve 20:00 se na ČT art vysílal přímý přenos inscenace Lásky jedné plavovlásky – Plavovlásky jedné lásky u příležitosti 4. narozenin ČT art a zahájení 50. sezony Divadla Husa na provázku. Přestávka uprostřed představení byla využita k rozhovorům s hosty z vedení ČT, ČT art, s pozvanými osobnostmi z Divadla Husa na provázku (Bolek Polívka, Miroslav Donutil, Jiří Pecha a další).[89]
- 27. listopadu 2017 oslavilo 20. výročí svého znovuotevření Městské divadlo v Bruntále. Při příležitosti tohoto výročí mohli diváci zhlédnout divadelní hru Lásky jedné plavovlásky. Režisér Morávek pochází z Bruntálu, má zde spoustu přátel a často a rád se do města vrací.[90]

#### Čapek (Čapkové) na provázku
Čapek (Čapkové) na provázku byl projekt Divadla Husa na provázku a jeho uměleckého šéfa V. Morávka, na kterém se zúčastnili režiséři:
- Vladimír Morávek
- Jan Mikulášek
- Jiří Jelínek s Anežkou Kubátovou
- Jan Antonín Pitínský

V rámci projektu každý z nich samostatně zinscenoval jedno dílo Karla Čapka resp. dílo bratří Čapků. Konkrétně v uvedeném pořadí:
- Ze života hmyzu – Oh! Jaká podívaná! – Prolog projektu
- Trapná muka – 2. díl projektu
- Dášenka aneb Psí kusy – intermezzo projektu
- Hordubal (ach, stůl, židle, světlo a sloup) – finále projektu
- Kabinet Čapek – didascalia projektu

##### Taková slavnost!
Projektem Čapek (Čapkové) na provázku pokračovalo Divadlo Husa na provázku pod uměleckým vedením Vladimíra Morávka v linii dlouhodobých tematických projektů. Autoři chtěli nově nahlédnout a přečíst texty, které se staly ikonami českého divadla a literatury. O projektu řekli: „Máme za to, že osobnost Karla Čapka je klíčová při zkoumání naší národní identity. Nespravedlivě je tento klasik odsouzen být trochu nudným patronem nainstalovaným ve vitrínkách.“ Tříleté (hra Hordubal měla premiéru v roce 2010) zaobírání se Čapkem vyvrcholilo premiérou souborného uvedení všech čtyř částí projektu (Kabinet Čapek mezi ně nepočítaje) v dubnu 2013 v pražském Divadle Archa s názvem Taková Slavnost!

##### Ze života hmyzu – Oh! Jaká podívaná!
Ze života hmyzu bylo prologem k projektu Čapek (Čapkové) na provázku i když z uvedených čtyř her (Kabinet Čapek mezi ně nepočítaje) vznikla jako poslední. Hra zrežírovaná V. Morávkem měla samostatnou premiéru v Brně v Divadle Husa na provázku 12. 4. 2013 a jako součást celého projektu v pražském Divadle Archa 21. 4. 2013 ve 20:00 hodin.
Inscenace byla komedií o umění nesouhlasit (šlo tu přec o hodně: o strašlivou rozkoš bytí) aneb „Kdo u čerta vás nutí, abyste se ztotožňovali s motýly nebo chrobáky, cvrčky či jepicemi?“ Režisér Morávek o představení řekl: „Ze života hmyzu má být o pinožení a o otravování se malými jedy, o natírání si křídel blankytnými krémy pořád dokola. A zatím někde hrozně podstatné věci vyslovuje Ten, co to všechno zří a hlava mu hoří a stesk v srdci je na chcípnutí, kudlanky zpívají, chrobáci brousí, hlemýždi smrdí do ticha.“ Hudbu složil Jiří Hájek, několikrát však v inscenaci zazní píseň Pan Sen, kterou zpívá Richard Krajčo (českou část) a Iva Frühlingová (francouzskou část). Písnička vyšla v roce 2004 na albu skupiny Kryštof Mikrokosmos a pro divadelní představení ji oba umělci znovu přezpívali a v inscenaci je uváděna ze záznamu.

##### Trapná muka
Trapná muka jsou 2. dílem projektu Čapek (Čapkové) na provázku, který zdramatizoval a režíroval Jan Mikulášek. Hra měla samostatnou premiéru v Brně v Divadle Husa na provázku 1. 4. 2011 a jako součást celého projektu v pražském Divadle Archa 22. 4. 2013. Autor k představení uvedl: „Teprve když se člověk setká se záhadou, uvědomuje si vlastní duši. Trapné povídky a Boží muka, dva osobité světy, v nichž se střetávají příběhy touhy po zázraku s trapnou všednodenností lidského osudu.“

##### Dášenka aneb Psí kusy
Dášenka aneb Psí kusy je intermezzem v projektu Čapek (Čapkové) na provázku (vlastně na vodítku), který spolu zdramatizovali a režírovali Jiří Jelínek a Anežka Kubátová. Hra měla samostatnou premiéru v Brně v Divadle Husa na provázku 8. 2. 2013 a jako součást celého projektu v pražském Divadle Archa 21. 4. 2013 v 16:00 hodin. Podle autorů se jednalo o pohádkový kabaret pro štěňata od čtyř let.

##### Hordubal (ach, stůl, židle, světlo a sloup)
Hordubal byl závěrečnou inscenací projektu Čapek (Čapkové) na provázku, který zdramatizoval Josef Kovalčuk a režíroval Jan Antonín Pitínský. Hra měla samostatnou premiéru v Brně v Divadle Husa na provázku 6. 3. 2010 a jako součást celého projektu v pražském Divadle Archa 23. 4. 2013. Jednalo se o baladický příběh o lásce, hříchu a vině, o návratu domů a hledání ztraceného srdce. Co je skutečná pravda o Hordubalovi? Aneb též: Člověk je příliš složitý na to, aby měl jedinou tvář.

##### Kabinet Čapek
Kabinet Čapek byl diskusním setkáním nejen s autory projektu Čapek (Čapkové) na provázku. V Brně v Divadle Husa na provázku 9. 1. 2013 se Kabinetu Čapek s podtitulem Nejen o jazyku zúčastnili spisovatelé Antonín Přidal a Petr Švanda. 4. 4. 2013 diskutovali v Kabinetu Čapek s podtitulem O bratrech Čapkových, jejich společné i samostatné tvorbě teatrologové profesor Bořivoj Srba a docent Jan Roubal. Oba brněnské Kabinety moderovali Josef Kovalčuk a Břetislav Rychlík. V pražském Divadle Archa 21. 4. 2013 v 18:00 byl Kabinet Čapek setkáním s režiséry všech čtyř inscenací (Morávek, Mikulášek, Jelínek, Pitínský). Hostem navíc byla Kateřina Dostálová, vnučka Karla Čapka, která sdělila: „Jsme moc rádi, že máme možnost vidět vaše brněnská představení s čapkovským projektem, o kterém jsme zatím jen slyšeli a četli.“ Jakousi součástí projektu Kabinet Čapek bylo i vystavení čtyř obrazů – originálů Josefa Čapka.

#### Géniové a podvodníci
Géniové a podvodníci byl projekt režiséra a uměleckého šéfa Divadla Husa na provázku Vladimíra Morávka. Jednalo se o dvoudílný cyklus věnovaný nejen českému režisérovi Miloši Formanovi. „Projekt je výrazem úcty a obdivu k dílu Miloše Formana. Je také výrazem nového porozumění mezi brněnským národním divadlem a naším domem,“ řekl umělecký ředitel Husy na provázku Vladimír Morávek. „Miloš Forman nám velkoryse dovolil pracovat na scénáři s motivy jeho geniálního filmu, který natočil v roce 1984 a získal osm Oscarů,“ dodal Morávek.
Projekt Géniové a podvodníci se skládá ze dvou her, které obě režíroval Vladimír Morávek. V obou hrách ztvárnil roli Wolfganga Amadea Mozarta Martin Donutil.
- Amadeus (tj. Milovaný Bohem) Hommage à Miloš Forman
- Moc Art aneb Amadeus v Brně (strašná mela)

##### Amadeus (tj. Milovaný Bohem)
Vladimír Morávek se ujal režie inscenace Amadeus (tj. Milovaný Bohem), hry jejíž děj se odehrával podle hry Petera Shaffera i podle filmu Miloše Formana. Hra je též návratem Miroslava Donutila na scénu Divadla Husa na provázku.
- 14. března 2014 se konala premiéra inscenace Amadeus (tj. Milovaný Bohem) v Divadle Husa na provázku. Ke hře se uvádělo: „Amadeus se chová jako z řetězu utržený výrostek a skládá geniální hudbu. Antonio Salieri se prohlašuje za patrona všech průměrných a jeho frustrace ho dožene k zločinu. Brečet se chce jednomu, kát se a tu a tam i modlit - není už nicméně ke komu. Salieri Boha umlčel...“[108]
- 12. a 13. dubna 2014 se konala první dvě pražská představení inscenace Amadeus (tj. Milovaný Bohem) v Divadle Archa.[109]
- 15. června 2014 Divadlo Husa na provázku ukončilo hrou Amadeus (tj. Milovaný Bohem) nultý ročník nového kroměřížského festivalu VIVAT AMADEUS, který se konal od 11. do 15. června v Domě kultury v Kroměříži.[110]
- 21. června 2014 v rámci XX. ročníku mezinárodního festivalu Divadlo evropských regionů, který se konal od 21. do 30. června 2014 v Hradci Králové, uvedlo na Hlavní scéně Klicperova divadla Divadlo Husa na provázku hru Amadeus (tj. Milovaný Bohem). Hra vlastně celý festival zahájila. K Morávkově inscenaci původní Shafferovy slavné hry a ještě slavnějšímu filmu Miloše Formana představitel Amadea Martin Donutil dodává: „Před zkoušením této hry se mi při vyslovení jména Amadeus vybavil Génius a film Miloše Formana. Nyní - červený číro, mokrá košile a Vladimír Morávek.“ Představitel Salieriho Miroslav Donutil v této souvislosti řekl: „Provázek vždycky byl výjimečné divadlo. Těší mě, že jsem se mohl podílet na jeho začátcích a nyní se vší pokorou po dvaceti letech strávených v Národním divadle v Praze se tam vrátit.“[111]
- 14. a 15. listopadu 2014 se konala další dvě pražská představení inscenace Amadeus (tj. Milovaný Bohem) v Divadle Archa.[109]
- 16. října 2015 soubor Divadla Husa na provázku uvedl hru Amadeus (tj. Milovaný Bohem) v rámci divadelní přehlídky Aplaus 2015 v Městském divadle v Prostějově. O režisérovi hry Vladimíru Morávkovi prohlásila ředitelka prostějovského Městského divadla Jana Maršálková, že se jedná o jednu z nejvýraznějších osobností soudobé české režie.[112]
- 10. června 2016 uvedl soubor Divadla Husa na provázku hru Amadeus (tj. Milovaný Bohem) v Městském divadle v Bruntále.[113]

##### Moc Art aneb Amadeus v Brně
Miniopera Moc Art aneb Amadeus v Brně v provedení souboru Divadla Husa na provázku pojednávala o tom, že hudební skladatel Wolfgang Amadeus Mozart pobýval v mládí v Brně. Podle historických pramenů měl dokonce poměr s místní rodačkou Magdalenou Pokornou. Miniopera vznikla na základě studia dobových pramenů a pojednává o Mozartově milostném životě a jeho nemanželském dítěti. „Mozart přišel do Brna jako dvanáctiletý. Jeho milostný život je v Rakousku doménou bulváru. My jsme se jej ale pokusili zpracovat. Tato menší opera je pro nás velkou výzvou,“ vysvětlil autor Miloš Štědroň. Hra je poněkud nehoráznou anekdotou zabývající se otazníky Mozartovy smrti, originální operní miniatura na téma hříchu a viny. Jedna nevěra, dvě návštěvy ze záhrobí, pět nepovedených úmrtí a nepočítaně géniů.
- 17. dubna 2014 se konala premiéra hry MOC ART aneb Amadeus v Brně v brněnském Mozartově sálu v divadle Reduta.[116]
- 24. října 2014 soubor Divadla Husa na provázku uvedl minioperu Moc Art aneb Amadeus v Brně v rámci Festivalu Čekání na Václava ve Studiu Beseda v Klicperově divadle v Hradci Králové.[117]
- 15. listopadu 2014 se konala pražská premiéra hry MOC ART aneb Amadeus v Brně v Divadle Archa.[118]
- 11. června 2015 Divadlo Husa na provázku zahájilo hrou MOC ART aneb Amadeus v Brně nultý ročník nového kroměřížského festivalu VIVAT AMADEUS, který se konal od 11. do 15. června v Domě kultury v Kroměříži.[119]
- 16. května 2016 se v brněnském Divadle Husa na provázku konala derniéra miniopery Moc art aneb Amadeus v Brně (strašná mela).[120]

#### Smějící se bestie
Smějící se bestie byl projekt uměleckého šéfa Divadla Husa na provázku Vladimíra Morávka zahrnující pět inscenací a jedno intermezzo různých režisérů.
- Fidlowačka aneb Kde domov můj? - režie Anna Petrželková
- Mein Švejk - režie a úprava Jan Antonín Pitínský
- Myši Natalie Mooshabrové - režie Jan Antonín Pitínský
- Směšná interpretace - režie Vladimír Morávek
- Dvojí proměna aneb Kuřátko a obilí - režie Vladimír Morávek
- Bubiland aneb Kabaret u politické mrtvoly - režie Vladimír Morávek

##### Myši Natalie Mooshabrové
Temné dílo plné běsů, grotesknosti a černého humoru představilo v české premiéře Divadlo Husa na provázku 7. června 2014. Netradiční román spisovatele Ladislava Fukse zdramatizoval Petr Maška, upravil a zrežíroval Jan Antonín Pitínský. K premiéře Morávek dodal: „V rámci projektu Smějící se bestie chceme pomocí významných děl z historie české i evropské komedie znovu vytáhnout nejúčinnější zbraň divadla: schopnost smát se a vysmívat se všemu a všem, i sami sobě.“

##### Bubiland aneb Kabaret u politické mrtvoly
Premiéra Kabaretu u politické mrtvoly - intermezza projektu Smějící se bestie se konala 30. října 2014. Představení bylo věnováno Zuzaně Bubílkové, ikoně česko-slovenské televizní zábavy a politické satiry.

##### Mein Švejk
6. března 2015 se konala v Divadle Husa na provázku premiéra inscenace Mein Švejk jako součást projektu Smějící se bestie - dvě zběsilé bestie: Hašek a Švejk. Oba dva zná celý svět, a přece zůstali záhadní. Hrdina nebo zbabělec? Hulvát nebo bytostný anarchista? Pitomec nebo filozof? Burleskní šprým nebo groteska? Mystifikátor nebo šílenec pravdy? Cynik nebo sprosťák? V šílenství doby jde o jediné: přežít! Režie Jan Antonín Pitínský, dramaturgie Miroslav Oščatka, scéna Milan Nytra, kostýmy Stella Šonková, hudba Richard Dvořák.

##### Dvojí proměna aneb Kuřátko a obilí
Premiéra inscenace Dvojí proměna aneb Kuřátko a obilí proběhla 7. května 2015. Hra, sestávající ze dvou výrazně odlišných částí, se snažila odpovědět na otázku, jak daleko jsme ochotni zajít v touze po úspěchu, v bažení po moci, ve strachu z bezmoci. Autorsky se na představení kromě samotného Morávka podíleli Hubert Krejčí, David Smečka a Radomil Matzner. Ve hře se objevovaly parodické aluze na komedii Slunce, seno, jahody a vystupovala v ní i zkarikovaná postava režiséra Zdeňka Trošky (coby „Trošička“). Ten o tom nebyl předem informován a cítil se dotčen.
Režie Vladimír Morávek, dramaturgie Simona Petrů, scéna Martin Ondruš, kostýmy: Sylva Zimula Hanáková. Na inscenaci se podílel také brněnský mužský pěvecký sbor Láska opravdivá. Hra byla zčásti prováděna v exteriérech v okolí divadla, derniéra proběhla 18. dubna 2016 v Praze v Divadle Archa.

##### Fidlowačka aneb Kde domov můj?
Premiéra hry Fidlowačka aneb Kde domov můj? proběhla v Divadle Husa na provázku 29. května 2015. Děj inscenace se odehrával v bufetu IV. cenové skupiny a odpovídal na otázku, jak se s humorným nadhledem a patřičnou komediantskou drzostí, ale i upřímnou snahou dobrat se skutečné podstaty věcí. Jak být Čechem v 21. století. Autoři: Josefa Kajetána Tyla, Ladislava Smoljaka, Huberta Krejčího, Egona Tobiáše. Režie: Anna Petrželková, dramaturgie: Lucie Němečková.

##### Směšná interpretace
Premiéra Směšné interpretace se konala 18. listopadu 2015. Morávek inscenaci označil jako jevištní báseň o životě a díle Milana Kundery pro 11 herců a 2 koně. Režie Vladimír Morávek, úprava René Lomnice, dramaturgie Miroslav Oščatka, scéna Tomáš Rusín, kostýmy Zuzana Štefunková-Rusínová, hudba Jiří Hájek, texty písní Radomil Matzner.

##### Souborná uvedení

###### 2016
13. – 18. dubna 2016 Divadlo Husa na provázku pořádalo v Divadle Archa Festival Divadlo v pohybu X: Potrháni smíchem. Přehlídka mapovala český humor jako takový – od laskavějších tónů po ty nejtemnější, vždy se silnou příměsí politických souvislostí. Každý den v komorním sále v prvním patře divadla probíhaly setkání a diskuse s rozličnými představiteli a interprety českého a slovenského humoru. Diskusí se zúčastnil švejkolog Radko Pytlík, zakladatelé divadla Semafor, zakladatelé Studia Ypsolon, zakladatelé bratislavského divadla GUnaGU, tvůrce komiksu Zelený Raoul a výtvarní aktivisté skupiny Ztohoven. Na závěr večera se až do půlnoci konaly stylové tancovačky či komorní kabarety hostů - VOSTO5, Jiří Maryško, Jakub Kohák. Centrem každého festivalového dne však vždy byla inscenace Divadla Husa na provázku z projektu Smějící se bestie. Vrcholem festivalu byly dvě závěrečné divadelní inscanace režiséra Vladimíra Morávka Směšná interpretace (Nesnesitelné foyer) a Dvojí proměna aneb Kuřátko a obilí.
Kompletní progam festivalu:
- 13. dubna
  - Entrée k Festivalu Smějící se bestie - Zahájení festivalu, křest bestií, slavnostní přípitek s festivalovými hosty.
  - Kabinet Zelený Raoul čili debatní cyklus s výjimečnými hosty. Hosté: Milan Tesař, Štěpán Mareš.
  - Smějící se Timo - Přiblížení tvorby svérázného street-artového umělce, který si říká Timo.
  - Bubiland aneb Kabaret u politické mrtvoly - Věnováno Zuzaně Bubílkové, ikoně česko-slovenské televizní zábavy a politické satiry. Režie: Vladimír Morávek.
  - Stones Beatles - Koncert provázkovské kapely čili hudební bestie live.
- 14. dubna
  - Tady všady byl - Kabinet Cimrman čili debatní cyklus s výjimečnými hosty. Host: Petr Brukner, případně někdo další z Cimrmanů.
  - Národní karaoke pokračuje - Setkání s Vosto5 aneb Jak jsme skládali státní hymnu.
  - Fidlowačka aneb Kde domov můj?
- 15. dubna
  - My všichni jsme Pytlík - Kabinet Švejk čili debatní cyklus s výjimečnými hosty. Hosté: Radko Pytlík, Richard Hašek, Jan Antonín Pitínský, Michal Ženíšek.
  - Setkání deštníku se šicím strojem - Divadlo Demago aneb improvizace Jiřího Maryšky.
  - Mein Švejk.
- 16. dubna
  - Vlasy samou loknu - Kabinet Semafor čili debatní cyklus s výjimečnými hosty. Hosté: Jiří Suchý, Jitka Molavcová.
  - GA-GA-GA - Mystifikace a novinářské kachny v autorském podání Jakuba Koháka.
- 17. dubna
  - Trenky a semafory - Kabinet Ztohoven čili debatní cyklus s výjimečnými hosty. Hosté: členové diskutované skupiny Ztohoven.
  - Fleš čili Překvapení nakonec - nečekané akční vystoupení skupiny Ztohoven.
  - Směšná interpretace.
  - Žert - Bio Forman - noční filmový klub - projekce filmu podle románu Milana Kundery.
- 18. dubna
  - Slovenské bestie / Kabinet GUnaGU - Slovenské bestie aneb Jak to vidí na Slovensku a ze Slovenska. Kabinet GUnaGU čili debatní cyklus s výjimečnými hosty. Hosté: Viliam Klimáček a herci divadla GUnaGU.
  - Dvojí proměna aneb Kuřátko a obilí.
  - Konec bestií v Čechách?! - Malý přípitek Archy s herci Divadla Husa na provázku na závěr festivalu.

#### O naší současné krizi a Jak z toho ven
Dramaturgický projekt režiséra a uměleckého šéfa brněnského Divadla Husa na provázku Vladimíra Moráveka s názvem O naší současné krizi a Jak z toho ven se skládal ze tří her, které všechny režíroval Vladimír Morávek:
- Včera jsme to spustili
- Tango Macabre
- Ubu králem: Svoboda!

##### Včera jsme to spustili
Včera jsme to spustili je opereta Davida Smečky, libreto napsal Vladimír Morávek podle údajů z vyšetřovacích spisů skupinou Ztohoven a jejího projektu Prezidentovo špinavé prádlo? (Rudé trenky nad Pražským hradem). Soubor Divadla Husa na provázku se snažil touto operetou činnost skupiny Ztohoven podpořit.
- 7. října 2016 se konala premiéra operety Včera jsme to spustili na střeše budovy Divadla Husa na provázku s podtitulem Málo bylo Havla! - Předmět doličný: trenky, vlajka, mobil a pár střešních tašek aneb Malá opera (operetta) na téma kauzy trenky nad Pražským hradem 19. 9. 2015.[132]
- 13. prosince 2016 soubor Divadla Husa na provázku uvedl operetu Včera jsme to spustili podle libreta, které napsal život, pro ty, co to tenkrát nestihli v rámci havlovského festivalu.[133]
- 14. února 2017 předvedlo Divadla Husa na provázku operetu Včera jsme to spustili v Praze ve vstupní hale budovy Právnické fakulty Univerzity Karlovy přezdívané bazén. Následovala diskuze související diskuzi "Chceme rudé trenky nad Hradem?"[134]

##### Tango Macabre
Tango Macabre je druhý díl dramaturgického projektu O naší současné krizi aneb Jak z toho ven režiséra Vladimíra Morávka. Autorem hry je polský spisovatel Slawomir Mrožek, který je považován za jednoho z nejlepších evropských dramatiků. Jeho díla jsou plná překvapujících zvratů, neočekávaného humoru a absurdity. Mrožek musel z politických důvodů v roce 1963 opustit svou vlast. Hrou Tango Macabre se na Provázek vrátil herec Jiří Pecha, který zde nezapomenutelně ztvárnil Babičku Boženy Němcové a opět zde hrál ženu.
- 2. prosince 2016 se konala premiéra hry Tango Macabre v Divadle Husa na provázku. Soubor ke hře uvedl: „Zabít, ale s úsměvem. Nenajdeš špínu. Vše je tak čisté a prázdné a veselé a hravé! Nikde žádný problém přece...“[136]
- 29. a 30. března 2017 soubor Divadla Husa na provázku předvedl hru Tango Macabre, komedii slavného autora o nadějích a rozpadu s podtitulem „Šaškárna převeliká“ v pražském Divadle Archa.[137]

##### Ubu králem: Svoboda!
Ubu králem: Svoboda! je hra francouzského básníka a dramatika Alfreda Jarryho, jedna z nejskandálnějších her v dějinách světového divadla, která vzbudila pohoršení již při svém prvním uvedení v pařížském divadle L'Oeuvre 10. prosince 1896. Hra je groteskou o vzestupu a pádu pokrytce, egoisty, který je schopen všeho, jen aby dosáhl svého. Jeho životní filozofie je nehorázná, jeho skutky donebevolající. Nepřátele jsou zavražděni, poddaní jsou korumpováni, svobodu nelze ustát. Diktatura je pohodlnější. V roli Otce Ubu Miroslav Donutil. Hra je třetím dílem projektu režiséra Vladimíra Morávka O naší současné krizi a Jak z toho ven (Potrhat se smíchy)
- 24. února 2017 se konala premiéra v Divadle Husa na provázku.
- 1. října 2017 se konala pražská premiéra v Divadle Archa.[139]

### Hry uváděné na festivalech
Kromě výše uvedených projektů uváděl režisér a umělecký šéf brněnského Divadla Husa na provázku Vladimír Morávek některé své úspěšné hry i v jiném než ve svém mateřském divadle především na různých festivalech. Byly to:

#### Balada pro banditu
- 17. listopadu 2005 se konala premiéra hry Balada pro banditu v Divadle Husa na provázku. Nešlo o repliku hry z roku 1975 režiséra Zdeňka Pospíšila, v které hráli Iva Bittová, Miroslav Donutil a Bolek Polívka. V novém podání režiséra Vladimíra Morávka měla inscenace jiné hudební aranžmá původní hudby Miloše Štědroně (autorem nového hudebního aranžmá je Petr Hromádka) i jiné vyznění. Morávek o představení řekl: „Nejde o konflikt muž versus svět, ale muž versus jeho srdce.“ Nikola Šuhaj loupežník v tomto novém podání zjistil, že selhal v milostném vztahu, a smrti se vydá vlastně dobrovolně. V dojemném příběhu o velké lásce a ještě větší zradě si mileneckou dvojici zahráli Eva Vrbková a Jan Zadražil.[140]
- 25. a 26. října 2008 představilo Divadlo Husa na provázku svoji novou verzi Balady pro banditu na jevišti pražského Divadla Archa. Morávek o představení řekl: „Je vždy neobyčejně těžké ocitnout se někde poblíž legendy. A když už se to stane, je třeba buď utéct, anebo to přijmout jako úděl. My jsme zvolili tu druhou možnost. Slavnou Pospíšilovu inscenaci z našich hlav samozřejmě už nikdo nikdy nevymaže, snad se na nás ale nikdo nebude zlobit, když se pokusíme vydat při inscenování tohoto textu cestou vlastní.“[141]
- 11. - 15. června 2011 hostovalo Divadlo Husa na provázku v Petrohradském divadle na Vasilevském ostrově a dvakrát předvedlo hru Balada pro banditu. Pro Husu na provázku byl zájezd do Ruska mimořádnou událostí. V roce 2010 sice divadlo hostovalo v Moskvě, jinak ale do Ruska jezdilo jen výjimečně. Na Baladu pro banditu padla volba kvůli tomu, že pojednává o zbojníku Nikolovi Šuhajovi, jehož příběh je v Rusku dobře známý.[142][143]
- 3. února 2012 se konalo další, celkově již třetí pražské představení Balady pro banditu opět v Divadle Archa.[144]
- 18. července 2013 uvedlo Divadlo Husa na provázku speciální verzi představení Balady pro banditu na 20. ročníku mezinárodního hudebního festivalu Colours of Ostrava v průmyslovém areálu národní kulturní památky Dolní oblast Vítkovice v multifunkčním centru Gong. Na diváky čekalo mnoho překvapení. Scénou se stal kompletně celý prostor haly až k samému stropu včetně okolí budovy.[145]
- 26. - 28. června 2015 v rámci festivalu Provázek na hrad (festival probíhal od 26. 6. do 30. 6.) Divadlo Husa na provázku předvedlo celkem třikrát (v pátek, v sobotu a v neděli) na brněnském hradě Špilberk legendární Baladu pro banditu. Kromě této hry návštěvníci festivalu mohli viděy i inscenaci Divadla Husa na provázku z projektu Čapek (Čapkové) na provázku (vlastně na vodítku) - Dášenka aneb Psí kusy - Haf!, v letním kině Formanovy filmy Černý Petr, Hoří, má panenko a Vlasy a poslechnout si tři koncerty hudebních skupin Big Beatles, Ukulele Orchestra jako Brno a Meteor z Prahy. Festival byl slavnostně ukončen ohňostrojem v úterý 30. 6.[146][147]
- 6. října 2017 se v Divadle Husa na provázku konala derniéra hry režiséra Vladimíra Morávka Balada pro banditu.[148]
- V roce 2019 začal natáčet celovečerní film na motivy inscenace Balada pro banditu s pracovním názvem Nikola Šuhaj.

#### Leoš aneb Tvá nejvěrnější
Inscenaci Leoš aneb Tvá nejvěrnější Milan Uhde napsal přímo pro Divadlo Husa na provázku ve spolupráci s hudebním skladatelem, muzikologem a nadšeným znalcem Janáčkova díla Milošem Štědroněm. Úpravy hry a její režie se ujal Vladimír Morávek. Inscenaci předcházel diskusní a přednáškový cyklus Kabinet Janáček, který probíhal 1 x měsíčně po dobu 1 roku pod vedením Miloše Štědroně v Kongresovém sále Divadla Husa na provázku.
- 11. listopadu 2011 se konala v Divadle Husa na provázku premiéra hry Leoš aneb Tvá nejvěrnější s podtitulem „Provázkovské sešity poměrně směšných lásek o podivuhodném životě a fascinujícím díle geniálního hudebního skladatele Leoše Janáčka.“[150]
- 10. a 11. prosince 2011 se konala pražská premiéra hry Leoš aneb Tvá nejvěrnější v Divadle Archa s podtitulem: aneb Kdo by se opovážil namítat něco proti apoteóze?[151]
- 26. června 2012 soubor Divadla Husa na provázku předvedl hru Leoš aneb Tvá nejvěrnější v Hradci Králové na XVIII. mezinárodním festivalu Divadlo evropských regionů, který se konal od 21. do 30. června 2012.[152]
- 30. června 2012 se konalo další představení hry Leoš aneb Tvá nejvěrnější v pražském Divadle Archa.[151]
- 29. dubna  2016 soubor Divadla Husa na provázku předvedl obnovenou premiéru hry Leoš aneb Tvá nejvěrnější s podtitulem „Kde Shakespeare můj? Už jde… Díl třetí: Leoš aneb Tvá nejvěrnější…“. Premiéra byla obnovena jako dárek Milanu Uhdemu k životnímu jubileu – k 80. narozeninám.[153]
- 14. ledna 2017 se konala derniéra inscenace Leoš aneb Tvá nejvěrnější.[154]

### Získaná ocenění
Pod vedením uměleckého šéfa a režiséra V. Morávka získal soubor Divadla Husa na provázku tato ocenění:
- Cenu Alfréda Radoka:
  - Petr Hromádka v roce 2004 za hudbu v projektu Sto roků kobry[72]

## Umělecká činnost v souboru Laterna Magika
1. dubna 2016 uvedlo Národní divadlo na Nové scéně inscenaci Malý princ v režii právě Vladimíra Morávka.
| Název inscenace | Autor předlohy           | Datum premiéry | Datum derniéry | Scénář                        | Hudba         | Kostýmy               | Projekce      | Externí odkaz |
| --------------- | ------------------------ | -------------- | -------------- | ----------------------------- | ------------- | --------------------- | ------------- | ------------- |
| Malý princ      | Antoine de Saint-Exupéry | 1. dubna 2016  | 23. února 2020 | Petr Oslzlý, Vladimír Morávek | Zbyněk Matějů | Sylva Zimula Hanáková | Šimon Koudela | ND ViS        |

## Umělecká činnost v Divadle Petra Bezruče
Vladimír Morávek v Divadle Petra Bezruče režíroval kromě níže uvedené opery Dobře prodaná nevěsta pět dalších divadelních představení.
| Název                               | Předloha                   | Datum premiéry  | Datum derniéry    | Dramaturg     | Hudba               | Kostýmy               | Scéna               | Externí odkaz |
| ----------------------------------- | -------------------------- | --------------- | ----------------- | ------------- | ------------------- | --------------------- | ------------------- | ------------- |
| Fimfárum                            | Jan Werich                 | 16. dubna 1993  | 30. září 1994     |               | Norbert Lichý       | Eva Zabloudilová      | Sylva Hanáková      | darch ViS     |
| Komedie artová                      | V. Morávek                 | 1. května 1993  | 30. října 1994    |               | Norbert Lichý       | Eva Zabloudilová      | Pavlína Zarodňanská | darch ViS     |
| Komedie o muži, který si vzal němou | Anatole France             | 24. června 1994 | 20. prosince 1994 |               | Norbert Lichý       |                       |                     | darch ViS     |
| Tajný ctitel                        | John Fowles román Sběratel | 2. června 1995  | 10. prosince 1995 | Marek Pivovar | výběr hudby Morávek | Sylva Zimula Hanáková | V. Morávek          | odpb dpb      |
| Zdravý ne/mocný                     | Molière                    | 20. září 2019   | 17. ledna 2022    | Zdeněk Kocián | Mario Buzzi         | Eva Morávková         | Svatopluk Sládeček  | odpb dpb      |

## Umělecká činnost v Divadle na Vinohradech
Vladimír Morávek v Divadle na Vinohradech režíroval tři níže uvedené divadelní představení.
| Název                                  | Předloha       | Datum premiéry  | Datum derniéry | Dramaturg      | Hudba                     | Kostýmy               | Scéna               | Externí odkaz |
| -------------------------------------- | -------------- | --------------- | -------------- | -------------- | ------------------------- | --------------------- | ------------------- | ------------- |
| Višňový sad                            | A. P. Čechov   | 5. února 2008   | 2. března 2010 | Martin Velíšek | Michal Pavlíček           | Sylva Zimula Hanáková | Martin Chocholoušek | dnv ViS       |
| Naprosto neuvěřitelná událost: Ženitba | N. V. Gogol    | 5. března 2010  | 2. ledna 2012  | Martin Velíšek | Petr Hromádka             | Sylva Zimula Hanáková | Martin Chocholoušek | dnv ViS       |
| Cyrano!! Cyrano!! Cyrano!!             | Edmond Rostand | 30. května 2011 | 11. ledna 2014 | Martin Velíšek | Xindl X Dalibor Cidlinský | Sylva Zimula Hanáková | Daniel Dvořák       | dnv ViS       |

## Umělecká činnost v Těšínském divadle
31. ledna 2025 uvedlo Těšínské divadlo v režii Vladimíra Morávka adaptaci Máchova Máje .
| Název inscenace | Autor předlohy | Datum premiéry | Úprava a režie   | Dramaturgie | Hudba           | Kostýmy           | Scéna            | Externí odkaz |
| --------------- | -------------- | -------------- | ---------------- | ----------- | --------------- | ----------------- | ---------------- | ------------- |
| Máj             | K. H. Mácha    | 31. ledna 2025 | Vladimír Morávek | Petr Kracik | Michal Pavlíček | Marta Roszkopfová | Miroslav Huptych | web           |

## Opera
Vladimír Morávek režíroval osm oper:
| Název opery                 | Divadlo                | Předloha                | Datum premiéry | Datum derniéra | Počet repríz | Externí odkaz                                         |
| --------------------------- | ---------------------- | ----------------------- | -------------- | -------------- | ------------ | ----------------------------------------------------- |
| Dobře prodaná nevěsta       | Divadlo Petra Bezruče  | Bedřich Smetana         | 22.3.1996      | 28.5.1997      |              | dpb                                                   |
| Rusalka aneb Kabaret Undine | Divadlo v Dlouhé       | Antonín Dvořák          | 13.5.2000      | 23.2.2001      |              | DVD                                                   |
| Tosca                       | Národní divadlo        | Giacomo Puccini         | 25.11.2000     | 29.05.2012     | 59           | Archiv ND Archivováno 8. 10. 2022 na Wayback Machine. |
| Macbeth                     | Národní divadlo        | Giuseppe Verdi          | 26.06.2002     | 17.10.2004     | 14           | Archiv ND Archivováno 8. 10. 2022 na Wayback Machine. |
| Rusalka                     | Národní divadlo Brno   | Antonín Dvořák          | 24.2.2012      |                |              | NdB                                                   |
| Turandot                    | Gothenburg opera house | Giacomo Puccini         | 17.11.2012     | 26.1.2013      |              | DN                                                    |
| Kouzelná flétna             | Národní divadlo        | Wolfgang Amadeus Mozart | 5.2.2015       |                |              | ND                                                    |
| Švanda dudák                | Národní divadlo        | Jaromír Weinberger      | 6.10.2022      |                |              | ND                                                    |

## Pseudonym
Vladimír Morávek někdy používá pseudonym René von Ludowitz případně René Lomnice zejména jako autor úprav světových či českých děl, které poté režíruje (projekty Čechov Čechům a Sto roků kobry či samostatné hry Hoří, má panenko!, Světáci (Malované děti), Prase a Pižďuchové).